# Liste der Naturdenkmäler in Rasen-Antholz
Die Liste der Naturdenkmäler in Rasen-Antholz (italienisch Rasun Anteselva) enthält die 13 als Naturdenkmal ausgewiesene Objekte auf dem Gebiet der Gemeinde Rasen-Antholz in Südtirol.
Basis ist das im Internet einsehbare offizielle Verzeichnis der Naturdenkmäler in Südtirol (Stand: 23. Januar 2015). Dabei kann es sich um botanische, geologische oder hydrologische Naturdenkmäler handeln. Die Reihenfolge in dieser Liste orientiert sich an der ID, alternativ ist sie auch nach dem Namen sortierbar.

## Liste
| Foto |                 | Name                                    | Standort                                                      | Beschreibung |
| ---- | --------------- | --------------------------------------- | ------------------------------------------------------------- | --- |
| BW   | Datei hochladen | Kohlernau – Elexierquelle ID: 072_G01   | 46° 49′ 1″ N, 12° 5′ 4″ O                                     | Hydrologisches Naturdenkmal: Quelle                                                                             |
| BW   | Datei hochladen | Mineralquelle Stampferbrunn ID: 072_G02 | 46° 51′ 50″ N, 12° 6′ 36″ O                                   | Hydrologisches Naturdenkmal: Quelle                                                                             |
| BW   | Datei hochladen | Ochsenfelder Seen ID: 072_G03           | 46° 51′ 32″ N, 12° 9′ 47″ O                                   | Hydrologisches Naturdenkmal: See                                                                                |
| BW   | Datei hochladen | Eine Lärche ID: 072_P01                 | 46° 47′ 27″ N, 12° 2′ 27″ O Oberrasen. In der Ruine Neurasen. | Botanisches Naturdenkmal: Die Lärche ist infolge ihrer Wuchsform auffällig. Sie besitzt mächtige Wurzelanläufe. |
| BW   | Datei hochladen | Mineralquelle Litzlbrunn ID: 072_P02    | 46° 48′ 45″ N, 12° 4′ 13″ O                                   | Hydrologisches Naturdenkmal: Quelle                                                                             |
| BW   | Datei hochladen | Mineralquelle Salomonsbrunn ID: 072_P03 | 46° 49′ 20″ N, 12° 4′ 49″ O                                   | Hydrologisches Naturdenkmal: Quelle                                                                             |
| BW   | Datei hochladen | Eislöcher ID: 072_P04                   | 46° 49′ 41″ N, 12° 4′ 22″ O                                   | Geologisches Naturdenkmal: Eisloch                                                                              |
|      | Datei hochladen | Eislöcher ID: 072_P12                   | Koordinaten fehlen! Hilf mit.                                 | Geologisches Naturdenkmal: Eisloch                                                                              |
|      | Datei hochladen | Hundskehlbachfall ID: 072_P13           | Koordinaten fehlen! Hilf mit.                                 | Hydrologisches Naturdenkmal: Wasserfall                                                                         |
|      | Datei hochladen | Wasserklapffall ID: 072_P14             | Koordinaten fehlen! Hilf mit.                                 | Hydrologisches Naturdenkmal: Wasserfall                                                                         |
|      | Datei hochladen | Steinzgerbachfall ID: 072_P15           | Koordinaten fehlen! Hilf mit.                                 | Hydrologisches Naturdenkmal: Wasserfall                                                                         |
|      | Datei hochladen | Eggerbachfall ID: 072_P16               | Koordinaten fehlen! Hilf mit.                                 | Hydrologisches Naturdenkmal: Wasserfall                                                                         |
|      | Datei hochladen | Patscher Kees ID: 072_P17               | Koordinaten fehlen! Hilf mit.                                 | Hydrologisches Naturdenkmal:                                                                                    |

| Foto: | Fotografie des Naturdenkmals. Klicken des Fotos erzeugt eine vergrößerte Ansicht. Daneben finden sich zwei Symbole: |
| ID    | Identifikator bei der Abteilung Natur, Landschaft und Raumentwicklung der Südtiroler Landesverwaltung               |